# Hiroshi Hirakawa
Hiroshi Hirakawa, född 10 januari 1965 i Kanagawa prefektur, Japan, är en japansk tidigare fotbollsspelare.